# 元町 (川越市)
元町（もとまち）は、埼玉県川越市の町名。郵便番号は350-0062。

## 地理
川越市の中心部に位置する。商店や住宅が立ち並ぶ。かつて川越市役所前には川越城の大手門が存在した。

## 歴史
- 1567年(永禄10年)、感誉が大蓮寺(高沢町、現・元町二丁目)を開山。
- 1792年(寛政4年)、大沢家住宅(南町、現・元町一丁目)が建てられる[3](p362)。
- 1893年(明治26年)3月、川越大火発生。
- 1912年(大正元年)、川越町役場が本町(現・元町一丁目)に新築移転[4]。
- 1961年(昭和36年)3月、町名地番整理により現町名が成立[5]。

| 現町名     | 旧町名[3](p189)      |
| ---------- | -------------------- |
| 元町一丁目 | 本町・江戸町・南町   |
| 元町二丁目 | 喜多町・高沢町・南町 |
- 1971年(昭和46年)6月、大沢家住宅が国の重要文化財に指定される。同じ頃、町並み保存運動が始まる[3](p365)。
- 1972年(昭和47年)9月、川越市役所現庁舎が竣工[3](p365)。

## 交通
駅は地区内にはない。最寄り駅は西武新宿線本川越駅となっている。

## 施設
- 川越市役所
- 川越まつり会館
- 菓子屋横丁
- 大蓮寺
- 大沢家住宅